# Габбьонета-Бинануова
Габбьонета-Бинануова (итал. Gabbioneta-Binanuova) — коммуна в Италии, располагается в регионе Ломбардия, в провинции Кремона.
Население составляет 976 человек (2008 г.), плотность населения составляет 65 чел./км². Занимает площадь 15 км². Почтовый индекс — 26030. Телефонный код — 0372.
Покровителем коммуны почитаются святители Амвросий Медиоланский (Gabbioneta), в честь которого освящён храм, Николай Мирликийский и Мартин Турский (Binanuova).

## Демография
Динамика населения:

## Администрация коммуны
- Официальный сайт: